# Rio Novo do Sul
Rio Novo do Sul è un comune del Brasile nello Stato dell'Espírito Santo, parte della mesoregione Central Espírito-Santense e della microregione di Guarapari.